# 油麻地官立學校
油麻地官立學校（英語：Yau Ma Tei Government School）是香港的一間已停辦的官立男女小學，位於九龍油麻地。

## 歷史

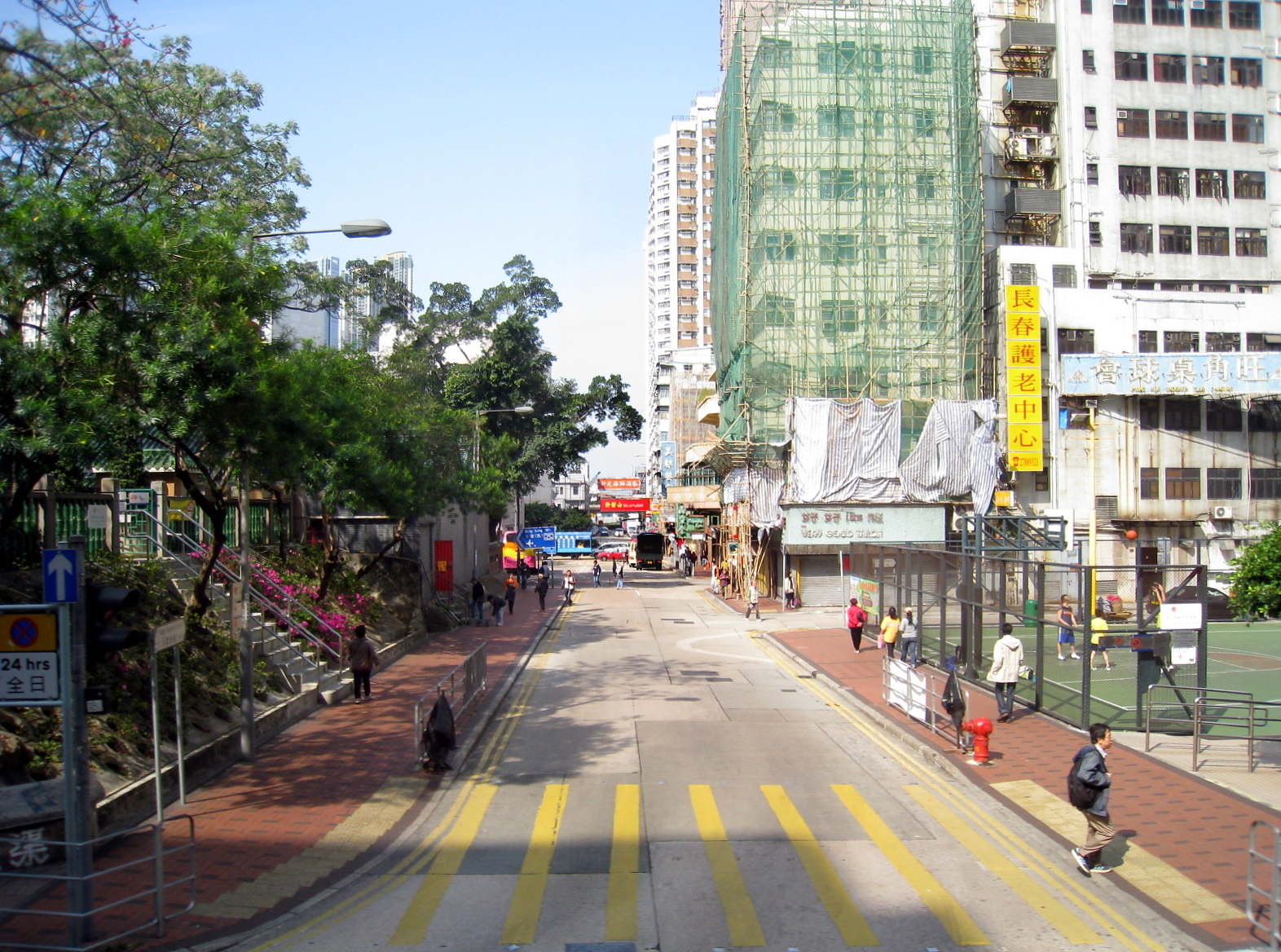
油麻地官立學校原址位於彌敦道和眾坊街交界（圖右球場）

1903 年，香港政府撥款21,500元興建油麻地書塾，供華人入讀。油麻地官立學校於1906年落成，學校又稱為「皇家書館」或「皇家書院」。油麻地官立學校收生要求非常高，畢業學生大多能在小學會考考入皇仁書院或英皇書院等名校，孕育多位香港政務官。1925年省港大罷工期間，學校高年級學生曾參與罷課。沙田區村落的學童可透過獎學金入讀該校。
1968年，基於展開油麻地市區擴展計劃，加上油麻地官立學校課室數目不敷使用，於是政府決定另建一所官立小學以取代油麻地官立學校（同年亦計劃取代於1951年由香港仔漁民子弟學校改建而成的舊香港仔官立小學）。後於1969年隨著政府興建加士居道天橋，需要徵收左派僑光置業擁有的彌敦道391-399號金殿樓，政府遂以學校一半地皮作換地，油麻地官立學校於1972年停辦，古色古香的校舍於1974年被拆卸，學校於1977年原址重建成新光商業大廈，學校球場獲保留為鴉打街臨時遊樂場，學校的原圍牆於2006年拆卸。

## 校舍
油麻地官立學校佔地18,000平方呎，有一間近10,000呎的球場。校舍是一座兩層高的西式紅磚瓦頂建築，佈局呈「E 」字形，落成時有4間課室可容納200 名學生。地下一層有特高樓底，中座南面設有樓梯，左右兩座地下有紅磚拱廊，二樓以鐵柱欄杆支撐屋簷，校舍外牆的牆角以紅磚砌出隅石凹凸特色效果。

## 著名／傑出校友
- 司徒華：前香港立法會議員
- 何志平：前民政事務局局長
- 謝伯昌：香港九龍總商會理事長
- 葉天養：前香港律師會會長
- 黃福康：元朗新墟地主，康莊市場創辦人。
- 關體仁：香港政府高級公務員（香港屋宇建設委員會秘書），曾獲英女皇頒發MBE，晚年著有多本基督教書籍
- 文壯崇：香港禮賢會長老，曾獲英女皇頒發MBE
- 黃建立：漢華中學校長
- 譚中嶽：中華神學院董事會主席[13]